# پانسمان پیشرفته
پانسمان پیشرفته (به انگلیسی: Advanced dressing) در حوزهٔ سلامت و بهداشت، به مادهٔ زیست‌سازگار پوشانندهٔ زخم و جراحت ناشی از تروما، بُرش، کوفتگی و سوختگی گفته می‌شود که دارای ویژگی زیست‌فروسایی است و در فرایند تماس مستقیم با بافت بدن و در یک کُنش متقابل بتواند بهبود زخم و محیط بستر آن را با سرعتی بیش‌تر از حالت استاندارد یا پانسمان سنتی ایجاد کند. در گذشته و در پانسمان سنتی، باور بر این بود که خشک نگاه داشتن جراحت، به بهبود آن کمک می‌کند اما در سال‌های اخیر و با پژوهش‌های به ویژه هیمن و میباخ اصول پانسمان دگرگون گشته و امروزه سعی در نگهداری جراحت‌ها، با توجه به میزان ترشح و اگزودا، در یک پیرامون مرطوب می‌گردد.

## رده‌بندی عملکرد
- کنش‌پذیر: پانسمان پیشرفتهٔ کنش‌پذیر یا «غیرفعال»، نوعی از پانسمان است که کار جذب اگزودا و ترشحات در یک جراحت را انجام می‌دهد و در مواردی که زخم دارای ترشح بسیار است، کاربرد دارد.[۵]
- اینتراکتیو: اینتراکتیو یا «متعامل»، برای فراهم کردن و رگولاریزه کردن ریزمحیط یا میکروآمبینت در زخم به‌کار می‌رود.[۵]
- کُنش‌گر: پانسمان «اکتیو» یا «عامل»، تغییر در بسترِ بافت و بهبود شرایط ماتریس سلولی را بر عهده دارند. این نوع مواد با برخورداری از گَرده و ذرات نانو در حالت‌های گوناگون، شرایط را برای بهبود یک زخم فراهم می‌کنند. برخی دارای نانو مولکول نقره برای ضدعفونی کردن زخم و برخی دارای کلوییدهای سازگار با بافت بدن برای مرطوب نگاه داشتن زخم‌های خشک به‌کار می‌روند.[۵]

## ویژگی‌ها
- نگهداری و حفظ مداوم شرایط محیطی مرطوب در تماس با ضایعه بافت و زخم تحت درمان.
- اجازه مبادله گاز اکسیژن، دی اکسید کربن و رطوبت با محیط پیرامون زخم.
- عایق نمودن زخم از نظر تبادل گرمایی، چراکه برای بهبود زخم محیط پیرامون آن باید گرم و مرطوب باشد.
- ظرفیت جذب بالا (اگزودا، میکروارگانیسمها، اجزای سمی و سلول‌های مرده) برای پاک نگاه داشتن بستر زخم.
- عدم چسبندگی به بافت زخمی.
- مطابق یا دست‌کم تطبیق‌پذیری با سطوح نامنظم در لبه‌های زخم (پانسمان ایدئال مطیع و انعطاف‌پذیر با تناسب هر لبه و کناره آناتومیک است).
- عدم نیاز به تعویض روزانه پانسمان. بیش‌تر پانسمان‌های پیشرفته این اجازه را به پرستار می‌دهند که بین تعویض دو پانسمان، یک دوره زمانی طولانی‌تر از پانسمان سنتی را بکار گیرد. این پریود زمانی بسته به نوع پانسمان از سه تا هفت روز می‌تواند باشد.

## نمونه‌ها
- آلژینات: ترکیب شیمیایی موجود در گونه‌ای جلبک قهوه‌ای با قدرت جذب بسیار بالا که به‌شکل فیبرهای بی‌بافت برای جراحات با ترشح متوسط تا زیاد استفاده می‌گردد. خشک و مسطح بوده و در تماس با زخم به صورت ژل درآمده و محیط را مرطوب نگاه می‌دارد.[۶]
- هیدروکلویید: پانسمان پیشرفته که با ایجاد یک محیط مرطوب و جذب مقدار زیادی از ترشحات به بهبود زخم کمک می‌کند. به شکل صفحات حاوی ماده و نیز شکل خمیری موجود است و در رشد بافت گرانوله عامل مهمی است. در صورت وجود اگزودا با جذب مایع و تولید ژل بهبود زخم را سرعت بخشیده و برای جراحت عمیق بکار نمی‌رود و مؤثر در ضایعات سطحی است.[۷]
- هیدروفیبر: پانسمان پیشرفته بر پایه کربوکسی متیل سلولز که بهبود یک محیط مرطوب را فراهم کرده و آسیبی به محل ضایعه و زخم، در هنگام برداشتن پانسمان ایجاد نمی‌کند. جذب مقدار قابل توجهی اگزودا به شیوه‌ای انتخابی و تبدیل به شکل ژل از دیگر ویژگی این نوع پانسمان است. نوع ترکیبی این پانسمان با ذرات نقره با اثر ضد باکتری، برای کنترل بار باکتریایی در بستر زخم وجود دارد. باید توجه داشت که در این نوع پانسمان، به پانسمان دوم برای ثابت نگه داشتن و بیحرکت‌سازی مواد آن نیاز است.
- هیدروژل: پانسمان پیشرفته با ژل هیدروفیل یا آب‌دوست، با پیشبرد محیطی مرطوب برای بستر زخم. این ترکیب حاوی درصد بالایی آب (تا ۸۰٪) بوده و می‌تواند با هیدراته کردن ضایعه نکروتیک و پیشبرد دبریدمان اتولیتیک یا خودبخود بر اثر خیساندن زخم به‌کار برده شود. پانسمان دوم برای تثبیت و بیحرکت‌سازی نیاز است.
- پلی‌اوراتان: مواد موجود در بسیاری از پانسمان‌های پیشرفته که به‌طور فزاینده‌ای به عنوان یک جایگزین هیدروکلوئیدها استفاده می‌شوند. ترکیب آماده با نانوذرات نقره با اثر ضد باکتری، برای کنترل بار باکتریایی زخم و بستر آن وجود دارد. پلی‌اورتان را می‌توان در فرم‌های افشانه، ژل، کف و نیز در فیلم‌های نازک سلفون مانند بکار برد.[۸]

## پانسمان هوشمند برای تشخیص زودهنگام عفونت
تشخیص دقیق عفونت زخم یکی از بزرگترین چالش‌ها در پزشکی است. پژوهشگران انگلیسی پانسمانی را ساختند که در صورت تماس با باکتری‌هایی که موجب عفونت می‌شوند، تغییر رنگ می‌دهد و به این شکل شروع عفونت را اعلام می‌کند. با تشخیص زودهنگام عفونت، زمان کافی برای پیشگیری از وخامت وضع بیمار وجود دارد و به مقدار آنتی‌بیوتیک کمتری نیاز است.